# Vaalhoek
Vaalhoek è un villaggio del Botswana situato nel distretto di Kgalagadi, sottodistretto di Kgalagadi South, ai confini con il Sudafrica. Il villaggio, secondo il censimento del 2011, conta 355 abitanti.

## Località
Nel territorio del villaggio sono presenti le seguenti 1 località:
- Marophi a Mapodisi